# Charles Monnet
Charles Monnet (ur. 10 stycznia 1732 w Paryżu, zm. po 1808) – francuski malarz, rysownik i ilustrator.
Malował obrazy o tematyce historycznej, rodzajowej, a także krajobrazy i dzieła dekoracyjne. Tworzył rysunki i ilustracje książkowe, m.in. do Bajek La Fontaine’a. Stworzył serię rysunków przedstawiających sceny z rewolucji francuskiej, na podstawie których Isidore-Stanislas-Henri Helman wykonał ryciny. Stworzył także zestaw 69 rysunków ilustrujących historię Francji w czasach imperium Napoleona.